# Amblystegium closteri
Amblystegium closteri là một loài rêu trong họ Amblystegiaceae. Loài này được Austin Cardot mô tả khoa học đầu tiên năm 1903.